# Liste de records du monde masculins du 500 mètres en patinage de vitesse sur piste courte
Cette page contient l'historique des records du monde masculins du 500 m en patinage de vitesse sur piste courte tels qu'ils sont reconnus par l'Union internationale de patinage.
| Nom                   | Temps    | Date             | Lieu           |
| --------------------- | -------- | ---------------- | -------------- |
| Michael Richmond      | 46 s 39  | 29 mars 1981     | La Haye        |
| Gaétan Boucher        | 45 s 47  | 4 avril 1982     | Moncton        |
| Louis Grenier         | 45 s 37  | 9 avril 1983     | Tokyo          |
| Louis Grenier         | 45 s 08  | 16 mars 1985     | Amsterdam      |
| Orazio Fagone         | 44 s 46  | 16 janvier 1988  | Budapest       |
| Mark Lackie           | 43 s 43  | 3 avril 1992     | Denver         |
| Mirko Vuillermin      | 43 s 08  | 27 mars 1993     | Pékin          |
| Maurizio Carnino      | 42 s 85  | 9 décembre 1995  | Bormio         |
| Mirko Vuillermin      | 42 s 68  | 29 mars 1996     | Lake Placid    |
| Dave Versteeg         | 42 s 648 | 24 janvier 1998  | Budapest       |
| Feng Kai              | 42 s 458 | 21 mars 1998     | Vienne         |
| Nicola Franceschina   | 41 s 938 | 29 mars 1998     | Bormio         |
| Jeff Scholten         | 41 s 742 | 4 mars 2000      | Calgary        |
| Jeff Scholten         | 41 s 514 | 13 octobre 2001  | Calgary        |
| Jeff Scholten         | 41 s 289 | 8 mars 2003      | Calgary        |
| Jean-François Monette | 41 s 184 | 18 octobre 2003  | Calgary        |
| François Hamelin      | 41 s 066 | 13 octobre 2007  | Calgary        |
| Sung Si-bak           | 41 s 051 | 13 octobre 2007  | Salt Lake City |
| Sung Si-bak           | 40 s 651 | 14 novembre 2009 | Marquette      |
| Vladimir Grigorev     | 40 s 344 | 19 octobre 2012  | Calgary        |
| J.R. Celski           | 39 s 937 | 21 octobre 2012  | Calgary        |
| Wu Dajing             | 39 s 800 | 22 février 2018  | Pyeongchang    |
| Wu Dajing             | 39 s 584 | 22 février 2018  | Pyeongchang    |
| Wu Dajing             | 39 s 505 | 11 novembre 2018 | Salt Lake City |